# コンラト3世スタルィ
コンラト3世スタルィ（Konrad III Stary, 1359年頃 - 1412年12月28日）は、オレシニツァ、コジュレ、ビトム半国、シチナヴァ半国の公（在位：1377年 - 1412年、1403年の父の死後は単独統治）。コンラト2世の一人息子、母はチェシン公カジミェシュ1世の娘アグニェシュカ。老公（Stary）の異称がある。
1377年、将来の公国の相続人であったコンラト3世は父の共同統治者となった。1403年に父が死ぬと、コンラト3世は単独の統治者となった。しかし父同様、その治世についてはよく分からない。

## 子女
1380年、出自不明のユディタ（1416年6月26日没）という女性と結婚し、7人の子女をもうけた。
1. コンラト4世（1384年頃 - 1447年8月9日）
2. コンラト5世（1385年頃 - 1439年9月10日）
3. コンラト6世（1391年頃 - 1427年9月3日）
4. コンラト7世（1396年頃 - 1452年2月14日）
5. コンラト8世（1397年頃 - 1444年9月5日以前）
6. エウフェミア（1404年? - 1442年11月27日） - 1420年1月14日にザクセン選帝侯アルブレヒト3世と結婚、1432年にアンハルト＝デッサウ侯ゲオルク1世と再婚
7. ヤドヴィガ（1405年? - 1454年6月25日） - 1430年、グウォグフ公ヘンリク9世と結婚